# Rover 800

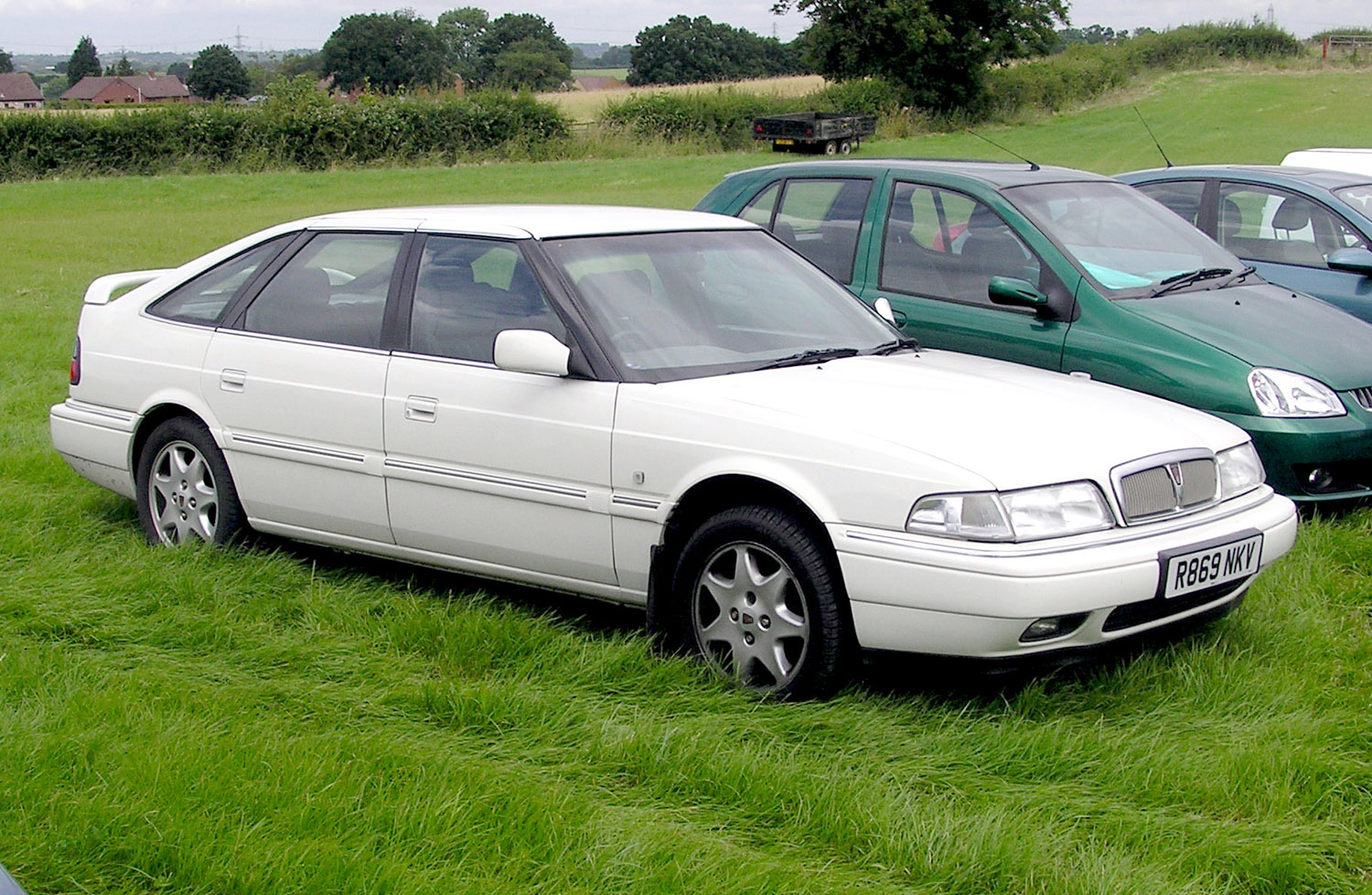
En Rover 800 halvkombi från 1997.

Rover 800 var namnet på Rovers största modellserie och presenterades 1986. Den ersatte då 3500-modellen och hade utvecklats i samarbete med Honda, vars modell Legend i stort sett var identisk med 800. I USA marknadsfördes en modifierad modell som Sterling.
De motorer som fanns tillgängliga var gemensamma med Legend och på 2,0 till 2,7 liters slagvolym med antingen fyra eller sex cylindrar. Från början erbjöds modellen endast som fyradörrars sedan, vilket 1988 kompletterades av en femdörrars halvkombi och under början av 1990-talet kom även en coupéversion. 1990 började Mondial bilimport AB importera 800-serien inklusive Sterlingmodellen. Nästa ansiktslyfta modellserie fick en, för tiden, karakteristisk Rovergrill. 1996 kom ännu en uppdatering och då återupptogs också försäljningen i Sverige, om än i liten upplaga. 1999 lades produktionen av 800 ned och då hade över 300 000 enheter tillverkats. Modellen fick ingen riktig ersättare, även om den mindre 75-modellen riktade sig till samma målgrupp.